# إيفور روبرتس
إيفور روبرتس (بالإنجليزية: Ivor Roberts)‏ هو دبلوماسي بريطاني، ولد في 24 سبتمبر 1946 في ليفربول في المملكة المتحدة.